# Mazda Persona
O Persona (também vendido como Eunos 300) é um automóvel sedan médio fabricado pela Mazda e vendido no Japão na década de 1980.